# وهج سماوي

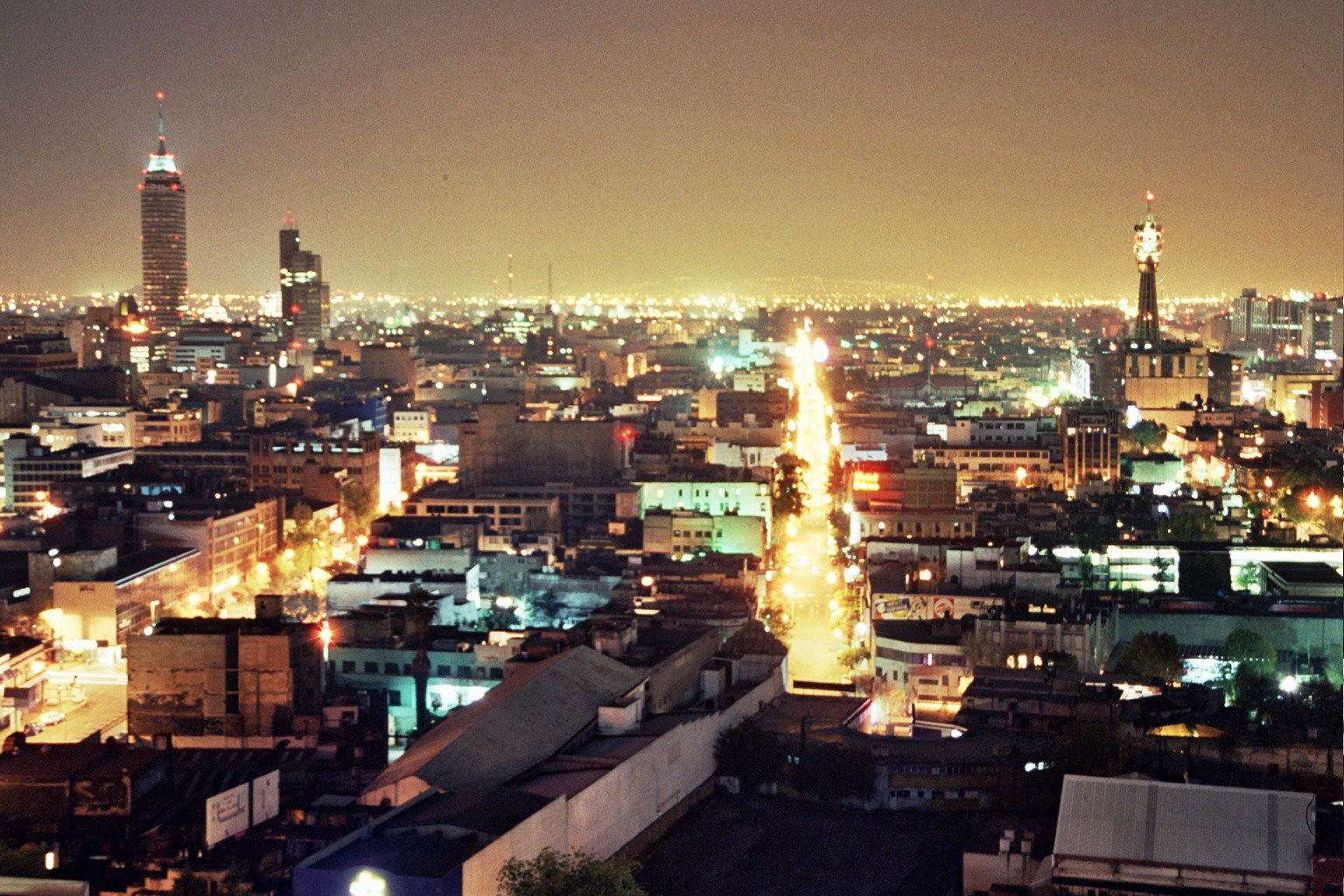
مدينة مكسيكو ليلاً, بسماء ساطعة الإضاءة.

الوهج السماوي أو وهج السماء, نطاق واسع من السماء أو أجزاء منها مضاء ليلاً. تمثل الأضواء المصطنعة بفعل البشرية المنبع الرئيسي الذي يعطي تلوثا ضوئياً يتجمع حتى يصبح هالة متوهجة ضخمة يمكن رؤيتها على بعد أميال أو كيلومترات ومن ارتفاعات عالية في السماء. مع ذلك، يمكن أن ينشأ الوهج السماوي من أحداث طبيعية، كما في حادثة تنغسكا 1908 Tunguska، والتي انفجر بها نيزك قطره بضعة أمتار متناثرا فوق الأجواء بحوالى 5-10 كيلومترات بروسيا. يعتقد أن الانفجار أطلق مايعادل 1000 ضعف ما أطلقته القنبلة الذرية على هيروشيما وناغازاكي في اليابان عام 1945 أي حوالى ثلث ما تنتجه القنبلة الهيدروجينية.
للوهج السماوي آثاره السلبية على البيئة فهو يحجب عنا أو يقلص من قدرتنا على رؤية منظر السماء ليلاً بما فيها من نجوم ومجرات.
يعتبر الأكسجين والنيتروجين العامل الأكبر في عملية انكسار وتبعثر الضوء الناجم عن الوهج السماوي وانعكاس جزء منها إلى العين المجردة.